# David Seaman
David Andrew Seaman, MBE (sinh ngày 19 tháng 9 năm 1963) là một cựu cầu thủ bóng đá người Anh thi đấu ở vị trí thủ môn. Trong sự nghiệp kéo dài từ năm 1981 đến 2004, ông nổi tiếng nhất nhờ quãng thời gian chơi bóng cho câu lạc bộ Arsenal. Ông đã có tới 75 lần khoác áo đội tuyển Anh và là thủ môn có nhiều lần ra sân cho đội tuyển nước này chỉ sau Peter Shilton. Năm 1997, ông được trao huân chương MBE nhờ những cống hiến cho bóng đá.
Đỉnh cao sự nghiệp của Seaman nằm ở quãng thời gian ông làm thủ môn cho Arsenal và tuyển Anh ở các thập niên 1990 và 2000. Trong thời gia khoác áo Arsenal, ông đã giành 3 chức vô địch quốc gia (1991, 1998, 2002), 4 Cúp FA (1993, 1998, 2002, 2003), Cúp Liên đoàn Anh năm 1993 và Winners' Cup 1994. Ông cũng thi đấu cho tuyển Anh ở các chiến dịch giải vô địch thế giới (1998 và 2002) và giải vô địch châu Âu (1996 và 2000).
Pha cứu thua của Seaman trước cú dứt điểm của Paul Peschisolido từ đội Sheffield United tại trận bán kết Cúp FA 2002–03 được giới truyền thông miêu tả là một trong những pha cản phá hay nhất từ trước đến nay. Seaman từng được Sách Kỷ lục Guinness ghi danh nhờ thành tích bắt bóng rơi từ độ cao kỷ lục 102,5 m. Những điểm trừ trong sự nghiệp của ông là hai lỗi nghiêm trọng mà ông mắc phải đều đến từ những tình huống sút xa — đầu tiên là bàn thủng lưới muộn phút bù giờ trong trận Chung kết Winners' Cup 1995 của Arsenal và bàn thủng lưới từ pha đá phạt của Ronaldinho bên phía Brasil tại từ kết giải vô địch thế giới 2002 của tuyển Anh. Vốn là một người thuận trái, song Seaman lại ném bóng bằng tay phải và sút bóng bằng chân phải. Năm 2004 ông giải nghệ do tái phát chấn thương vai. Tháng 6 năm 2012, ông được bổ nhiệm làm huấn luyện thủ môn của câu lạc bộ Wembley thuộc giải Combined Counties Football League.

## Sự nghiệp cấp câu lạc bộ

### Những năm khởi nghiệp
Seaman chào đời tại Rotherham, phân khu West Riding của hạt Yorkshire, Anh. Ông từng theo học tại Trường phổ thông hỗn hợp Kimberworth. Ông khởi nghiệp tại Leeds United – câu lạc bộ mà ông hâm mộ khi còn bé. Tuy nhiên ông lại không được huấn luyện của đội lúc bấy giờ là Eddie Gray (cầu thủ mà Seaman một thời mến mộ) để ý đến. Seaman chuyển đến câu lạc bộ Peterborough United ở giải hạng 4 với mức phí 4.000 bảng vào tháng 8 năm 1982 nhằm bắt đầu tạo dựng tên tuổi cho mình.
Chỉ trong hơn 2 năm sau, tháng 10 năm 1984, câu lạc bộ chơi ở giải hạng 2 là Birmingham City đã chi 100.000 bảng để có được sự phục vụ của Seaman. Sau cùng họ đã thăng hạng vào cuối mùa bóng, nhưng lại rớt hạng vào mùa kế tiếp. Tuy nhiên Seaman không ở lại đội chơi ở giải hạng 2 mà chuyển đến đầu quân cho Queens Park Rangers với mức phí 225.000 bảng vào tháng 8 năm 1986.

### Arsenal
Năm 1990, rất lâu trước khi hệ thống chuyển nhượng bóng đá Anh đi vào hoạt động, các đội bóng có vài tuần để chuyển nhượng cầu thủ trước khi mùa bóng kết thúc. Arsenal – câu lạc bộ giành chức vô địch quốc gia năm 1989 – đã muốn ký hợp đồng với Seaman, nhưng trong thỏa thuận lại gắn điều khoản để John Lukic – thủ môn của chính Arsenal lúc ấy – ra đi theo chiều ngược lại, dưới dạng cho mượn. Lukic không chấp nhận điều khoản này nên thỏa thuận bị đổ vỡ và các bên đều lâm vào bế tắc. Ngay khi mùa bóng khép lại và các câu lạc bộ được phép tham gia thị trường chuyển nhượng lần nữa, huấn luyện viên của Arsenal, ông George Graham đã mua lại Seaman với phí 1,3 triệu bảng (giá kỷ lục cho một thủ môn người Anh lúc bấy giờ). Trong khi đó, Lukic – người được cổ động viên Arsenal rất yêu thích – chuyển đến Leeds theo chiều ngược lại.
Quãng thời gian Seaman gắn bó với Arsenal là một trong những thời kì thành công nhất lịch sử câu lạc bộ. Mùa giải 1990–91 chứng kiến Seaman chỉ để lọt lưới 18 bàn trong suốt 38 trận của mùa bóng, qua đó giúp Arsenal bảo vệ thành công chức vô địch. Năm 1993, Arsenal đoạt cú đúp chức vô địch Cúp FA và Cúp Liên đoàn Anh, năm kế tiếp còn giành danh hiệu Winners' Cup. Arsenal khởi đầu chiến dịch vô địch Cúp Liên đoàn với trận gặp Millwall, sau hai lượt trận, trận so tài bước vào loạt sút luân lưu. Seaman cản phá ba trong bốn cú dứt điểm của Millwall lần lượt đến từ Malcolm Allen, Jon Goodman và Colin Cooper bên đội bạn, qua đó giúp Arsenal đi tiếp.
Năm 1995, George Graham bị sa thải và Arsenal đứng trước cơ hội trở thành câu lạc bộ đầu tiên bảo vệ thành công chức vô địch Winners' Cup, khi mà Seaman nổi danh là một chuyên gia cản phá phạt đền sau chặn được những cú sút của Siniša Mihajlović, Vladimir Jugović và Attilio Lombardo tại loạt đá luân lưu trận bán kết của Arsenal với đại diện Sampdoria của Ý, dù phải thi đấu với hai rạn sườn bị gãy. Tuy nhiên, Arsenal lại để thất bại trong trận chung kết trước Real Zaragoza tại Sân vận động Công viên các Hoàng tử ở Paris, khi Nayim ghi bàn ở phút cuối hiệp phụ với một cú lốp bóng tầm 40 yard đánh bại Seaman.
Tháng 8 năm 1996, Arsène Wenger trở thành huấn luyện viên mới của Arsenal. Wenger là người đánh giá Seaman rất cao và vào năm 1998, thủ môn này đã góp công giúp đội bóng giành cú đúp vô địch Giải Ngoại hạng Anh và Cúp FA. Ở mùa bóng 1998–99, Seaman thi đấu tất cả 38 trận tại giải vô địch quốc gia, chỉ để lọt lưới 17 bàn nhưng không đủ để giúp Pháo thủ bảo vệ thành công chức vô địch Giải Ngoại hạng Anh, đồng thời để thua trận bán kết Cúp FA trước Manchester United. Mùa bóng kế tiếp, Seaman cùng Arsenal tiến đến trận Chung kết Cúp UEFA 2000 và hòa 0–0 với Galatasaray, nhưng để thất thủ trên chấm đá luân lưu.
Năm 2002, Seamon đoạt ngôi vô địch Ngoại hạng Anh và Cúp FA lần nữa để hoàn tất cú đúp danh hiệu lần thứ 2 trong sự nghiệp của ông, mặc dù các thủ môn dự bị của Arsenal là Stuart Taylor (10 trận ra sân) và Richard Wright (12 trận ra) cũng được trao huân chương vô địch mùa bóng đó, chủ yếu bởi Seaman vắng mặt do chấn thương. Ông tạo nên điểm nhấn của mùa giải với pha cản phá cú đá phạt đền của Gareth Barry trong trận Arsenal thắng đội Aston Villa 2–1.

### Manchester City
Sau khi rời Arsenal, Seaman hội ngộ cùng huấn luyện viên Kevin Keegan tại câu lạc bộ Manchester City vào mùa hè năm 2003, nhưng sự nghiệp của Seaman tại Sân vận động Thành phố Manchester không kéo dài lâu. Do liên tục phải nghỉ thi đấu vì chấn thương, ông sớm tuyên bố treo găng vào tháng 1 năm 2004 ở tuổi 40. Hành động cuối của Seaman tại City là giúp đỡ Keegan lựa chọn người kế nhiệm ông, và ông đã lựa chọn David James – thủ môn từng chiếm vị trí số 1 trong khung gỗ tuyển Anh từ chính Seaman cách đó chưa đầy 1 năm.

## Sự nghiệp quốc tế
Seaman có trận đá ra mắt tuyển Anh vào năm 1988 và góp mặt trên tuyển trong 15 năm tiếp – một kỷ lục của đội tuyển lúc bấy giờ (về sau bị Rio Ferdinand cân bằng). Ông có trận đeo găng đầu tiên cho tuyển Anh dưới trướng huấn luyện viên Bobby Robson trong trận giao hữu gặp Ả Rập Xê Út vào tháng 11 năm 1988. Robson đã lựa chọn ông ở vị trí thủ môn số 3 của tuyển Anh sau Peter Shilton và Chris Woods tại Giải vô địch thế giới 1990, nhưng sau khi đặt chân đến Ý thì lại phải rời đội tuyển sớm vì chấn thương, và người thay thế cho ông là Dave Beasant.
Seaman dần xây chắc vị trí của mình trong khung gỗ và trở thành thủ môn số 1 của tuyển Anh dưới đời huấn luyện viên Terry Venables, qua đó không bỏ một phút thi đấu nào tại giải vô địch châu Âu 1996. Ở giải đấu ấy, Seaman cản phá được 2 quả phạt đền. Quả đầu tiên là trước chân sút Gary McAllister của đội tuyển Scotland ở vòng bảng. Seaman chặn được cú đá trong lúc tuyển Anh vừa dẫn trước 1-0, không lâu sau Paul Gascoigne ghi bàn nâng tỷ số lên 2-0. Kế đó, ở trận tứ kết khi tuyển Anh và Tây Ban Nha bất phân thắng bại sau 90 phút thi đấu chính thức, ông đẩy được cú sút luân lưu của Miguel Ángel Nadal để loại Tây Ban Nha khỏi giải. Sau cùng tuyển Anh của ông bị loại bởi tuyển Đức trên chấm đá luân lưu ở trận bán kết, sau khi thủ môn Andreas Köpke của Đức đỡ được cú sút của Gareth Southgate. Cùng với Alan Shearer – chủ nhân chiếc giày vàng của giải và tiền vệ cánh Steve McManaman, ông được vinh danh bằng một vị trí trong "Đội hình tiêu biểu của giải" do Liên đoàn bóng đá châu Âu (UEFA) lựa chọn. Nhà tài trợ giải vô địch châu Âu năm 96 là Philips cũng tôn vinh Seaman là "Cầu thủ hay nhất giải".
Seaman vẫn là lựa chọn số một dưới quyền huấn luyện viên Glenn Hoddle tại giải vô địch thế giới 1998 tổ chức tại Pháp. Ông giữ sạch lưới hai trận ở vòng bảng giúp tuyển Anh cán địch ở vị trí thứ 2 sau România. Ở vòng 16 đội, trong trận Anh chạm trán Argentina, cầu môn của Seaman bị thủng lưới bởi một quả phạt đền, đưa tỉ số trận đấu về thế quân bình 2-2, trước khi Anh để thua trên chấm luân lưu. Kevin Keegan tiếp tục lựa chọn Seaman bắt bóng tại Giải vô địch châu Âu 2000, nơi ông bắt đầu chiến dịch với các trận đấu gặp Bồ Đào Nha và Đức, nhưng rồi gặp chấn thương trong lúc khởi động cho trận thứ 3 đối đầu România, khiến vị trí gác đền của ông rơi vào tay Nigel Martyn. Kết quả là tuyển Anh thua trận và bị loại ngay sau vòng bảng.

## Lối chơi
Ở thời đỉnh cao phong độ, Seaman được xem là một trong những thủ môn hay nhất thế giới trong thập niên 1990, qua đó nhận được nhiều khen ngợi từ các đồng nghiệp đàn anh như Sepp Maier và Francesco Toldo. Là một thủ môn cao và dạn dày kinh nghiệm cùng thân hình to lớn, ông nổi tiếng nhờ bản lĩnh trận mạc, phản xạ tinh tường, nhanh nhẹn và cảm quan chọn vị trí xuất sắc, cũng như có khả năng xử lý bóng và phán đoán bóng tốt, cho phép ông có thể rời vòng cấm địa để chỉ huy khu vực của mình hiệu quả, làm cho giới truyền thông tặng cho ông biệt danh "safe hands" (đôi bàn tay an toàn). Mặc dù không phải dạng thủ môn có lối chơi bóng hào nhoáng, Seaman được xem là một thủ môn thi đấu hiệu quả và nhìn chung là đáng tin cậy, với một phong thái lạnh lùng, sự hiện diện quyết đoán và bình tĩnh trong cầu môn, cũng như khả năng lãnh đạo và tổ chức tuyến sau của đội bóng, tạo nên cảm giác tự tin cho các đồng đội. Ông còn là một chuyên gia cản phá phạt đền. Tuy nhiên, bất chấp khả năng chơi bóng đỉnh cao và tuổi thọ nghề tương đối lâu, ông còn được biết tới với tính cách thiếu nhất quán và đôi khi dễ mắc sai lầm, cụ thể là ở nửa sau sự nghiệp của ông do bị hàng loạt chấn thương hành hạ và bị cả tuổi tác ảnh hưởng, sau cùng dẫn đến thể chất của ông bị suy giảm và kéo theo hàng loạt những màn trình diễn kém thuyết phục; ông cũng thường xuyên phải vất vả khi đối đầu với những cú sút xa trong suốt sự nghiệp.
Với vị thế là một trong những thủ môn người Anh xuất sắc nhất mọi thời đại và một trong những thủ môn hay nhất lịch sử giải Ngoại hạng Anh nói riêng và bóng đá Anh nói chung, Seaman từng về đích thứ 2 trong cuộc bầu chọn cho danh hiệu "Thủ môn xuất sắc nhất thế giới năm 1996" của Liên đoàn thống kê và lịch sử bóng đá quốc tế (IFFHS) chỉ sau Andreas Köpke, đồng hạng 32 với Enrico Albertosi trong cuộc bầu chọn "Thủ môn châu Âu của Thế kỷ" và hạng 4 trong cuộc bầu chọn các thủ môn người Anh hay nhất cũng đều do IFFHS tổ chức. Năm 2013, James McNicholas của Bleacher Report miêu tả Seaman là "thủ môn xuất sắc nhất lịch sử Arsenal". Vốn là một người thuận trái, song Seaman lại ném bóng bằng tay phải và cũng sút bóng bằng chân phải nốt. Bên cạnh tài năng làm thủ môn, Seaman cũng là một nhân vật rất được nhiều người chú ý trên sân cỏ bởi bộ ria mép và kiểu tóc buộc đuôi ngựa thương hiệu mà ông để trong suốt sự nghiệp của mình.

## Thống kê sự nghiệp

### Câu lạc bộ
Nguồn: David Seaman tại Cơ quan Lưu trữ Bóng đá Quốc gia Anh (ENFA) (cần đăng ký mua)
| Câu lạc bộ          | Mùa giải            | Vô địch quốc gia    | Vô địch quốc gia | Vô địch quốc gia | Cúp FA | Cúp FA    | Cúp Liên đoàn Anh | Cúp Liên đoàn Anh | Cúp châu Âu | Cúp châu Âu | Khác | Khác      | Tổng cộng | Tổng cộng |
| Câu lạc bộ          | Mùa giải            | Hạng đấu            | Trận             | Bàn thắng        | Trận   | Bàn thắng | Trận              | Bàn thắng         | Trận        | Bàn thắng   | Trận | Bàn thắng | Trận      | Bàn thắng |
| ------------------- | ------------------- | ------------------- | ---------------- | ---------------- | ------ | --------- | ----------------- | ----------------- | ----------- | ----------- | ---- | --------- | --------- | --------- |
| Leeds United        | 1981–82             | First Division      | 0                | 0                | 0      | 0         | 0                 | 0                 | —           | —           | —    | —         | 0         | 0         |
| Peterborough United | 1982–83             | Fourth Division     | 38               | 0                | 4      | 0         | 4                 | 0                 | —           | —           | 3    | 0         | 49        | 0         |
| Peterborough United | 1983–84             | Fourth Division     | 45               | 0                | 1      | 0         | 4                 | 0                 | —           | —           | 0    | 0         | 50        | 0         |
| Peterborough United | 1984–85             | Fourth Division     | 8                | 0                | —      | —         | 2                 | 0                 | —           | —           | —    | —         | 10        | 0         |
| Peterborough United | Tổng cộng           | Tổng cộng           | 91               | 0                | 5      | 0         | 10                | 0                 | —           | —           | 3    | 0         | 109       | 0         |
| Birmingham City     | 1984–85             | Second Division     | 33               | 0                | 4      | 0         | —                 | —                 | —           | —           | —    | —         | 37        | 0         |
| Birmingham City     | 1985–86             | Hạng nhất           | 42               | 0                | 1      | 0         | 4                 | 0                 | —           | —           | —    | —         | 47        | 0         |
| Birmingham City     | Tổng cộng           | Tổng cộng           | 75               | 0                | 5      | 0         | 4                 | 0                 | —           | —           | —    | —         | 84        | 0         |
| Queens Park Rangers | 1986–87             | First Division      | 41               | 0                | 4      | 0         | 3                 | 0                 | —           | —           | —    | —         | 48        | 0         |
| Queens Park Rangers | 1987–88             | First Division      | 32               | 0                | 1      | 0         | 3                 | 0                 | —           | —           | 0    | 0         | 36        | 0         |
| Queens Park Rangers | 1988–89             | First Division      | 35               | 0                | 3      | 0         | 4                 | 0                 | —           | —           | 4    | 0         | 46        | 0         |
| Queens Park Rangers | 1989–90             | First Division      | 33               | 0                | 9      | 0         | 3                 | 0                 | —           | —           | —    | —         | 45        | 0         |
| Queens Park Rangers | Tổng cộng           | Tổng cộng           | 141              | 0                | 17     | 0         | 13                | 0                 | —           | —           | 4    | 0         | 175       | 0         |
| Arsenal             | 1990–91             | First Division      | 38               | 0                | 8      | 0         | 4                 | 0                 | —           | —           | —    | —         | 50        | 0         |
| Arsenal             | 1991–92             | First Division      | 42               | 0                | 1      | 0         | 3                 | 0                 | 4           | 0           | 1    | 0         | 51        | 0         |
| Arsenal             | 1992–93             | Ngoại hạng Anh      | 39               | 0                | 8      | 0         | 9                 | 0                 | —           | —           | —    | —         | 56        | 0         |
| Arsenal             | 1993–94             | Ngoại hạng Anh      | 39               | 0                | 3      | 0         | 5                 | 0                 | 9           | 0           | 1    | 0         | 57        | 0         |
| Arsenal             | 1994–95             | Ngoại hạng Anh      | 31               | 0                | 2      | 0         | 6                 | 0                 | 9           | 0           | 2    | 0         | 50        | 0         |
| Arsenal             | 1995–96             | Ngoại hạng Anh      | 38               | 0                | 2      | 0         | 7                 | 0                 | —           | —           | —    | —         | 47        | 0         |
| Arsenal             | 1996–97             | Ngoại hạng Anh      | 22               | 0                | 2      | 0         | 2                 | 0                 | 2           | 0           | —    | —         | 28        | 0         |
| Arsenal             | 1997–98             | Ngoại hạng Anh      | 31               | 0                | 4      | 0         | 1                 | 0                 | 2           | 0           | —    | —         | 38        | 0         |
| Arsenal             | 1998–99             | Ngoại hạng Anh      | 32               | 0                | 5      | 0         | 0                 | 0                 | 6           | 0           | 1    | 0         | 44        | 0         |
| Arsenal             | 1999–2000           | Ngoại hạng Anh      | 24               | 0                | 2      | 0         | 1                 | 0                 | 9           | 0           | 0    | 0         | 36        | 0         |
| Arsenal             | 2000–01             | Ngoại hạng Anh      | 24               | 0                | 5      | 0         | 0                 | 0                 | 10          | 0           | —    | —         | 39        | 0         |
| Arsenal             | 2001–02             | Ngoại hạng Anh      | 17               | 0                | 1      | 0         | 0                 | 0                 | 7           | 0           | —    | —         | 25        | 0         |
| Arsenal             | 2002–03             | Ngoại hạng Anh      | 28               | 0                | 5      | 0         | 0                 | 0                 | 9           | 0           | 1    | 0         | 43        | 0         |
| Arsenal             | Tổng cộng           | Tổng cộng           | 405              | 0                | 48     | 0         | 38                | 0                 | 67          | 0           | 6    | 0         | 564       | 0         |
| Manchester City     | 2003–04             | Ngoại hạng Anh      | 19               | 0                | 1      | 0         | 1                 | 0                 | 5           | 0           | —    | —         | 26        | 0         |
| Tổng cộng sự nghiệp | Tổng cộng sự nghiệp | Tổng cộng sự nghiệp | 731              | 0                | 76     | 0         | 66                | 0                 | 72          | 0           | 13   | 0         | 958       | 0         |

1. ↑  Số trận thi đấu tại Football League Group Cup
2. ↑  3 trận thi đấu tại Full Members' Cup, một trận đá tại Football League Centenary Trophy
3. ↑  Số trận ra sân tại Cúp C1
4. 1 2 3 4  Số trận ra sân tại Siêu cúp Anh
5. 1 2  Số trận thi đấu tại UEFA Cup Winners' Cup
6. ↑  Số trận ra sân tại Siêu cúp châu Âu
7. 1 2 3  Số trận ra sân tại Cúp UEFA
8. 1 2 3 4  Số trận thi đấu tại UEFA Champions League
9. ↑  2 trận thi đấu tại UEFA Champions League, 7 trận đá tại Cúp UEFA

### Quốc tế
| Đội tuyển Anh | Đội tuyển Anh | Đội tuyển Anh |
| Năm           | Số trận đá    | Bàn thắng     |
| ------------- | ------------- | ------------- |
| 1988          | 1             | 0             |
| 1989          | 1             | 0             |
| 1990          | 1             | 0             |
| 1991          | 4             | 0             |
| 1992          | 2             | 0             |
| 1993          | 3             | 0             |
| 1994          | 4             | 0             |
| 1995          | 5             | 0             |
| 1996          | 11            | 0             |
| 1997          | 6             | 0             |
| 1998          | 9             | 0             |
| 1999          | 8             | 0             |
| 2000          | 7             | 0             |
| 2001          | 5             | 0             |
| 2002          | 8             | 0             |
| Tổng cộng     | 75            | 0             |

## Danh hiệu
Arsenal
- Football League First Division: 1990–91
- Giải Ngoại hạng Anh: 1997–98, 2001–02[52]
- Cúp FA: 1992–93, 1997–98, 2001–02, 2002–03
- Cúp Liên đoàn Anh: 1992–93
- Siêu cúp Anh/Community Shield: 1991 (đồng giải), 1998, 2002
- European Cup Winners' Cup: 1993–94
- Á quân Cúp UEFA: 1999–2000
- Á quân Siêu cúp châu Âu: 1994

Cá nhân
- Cầu thủ Ngoại hạng Anh xuất sắc nhất tháng: tháng 4 năm 1995[52]
- Đội hình tiêu biểu giải vô địch bóng đá châu Âu: 1996[21]
- Đội hình tiêu biểu mùa giải của PFA: Giải Ngoại hạng Anh 1996–97[53]
- Giải thưởng 10 năm Giải bóng đá Ngoại hạng Anh (1992–2002):
  - Đội hình nội địa tiêu biểu của thập niên
  - Thủ môn có nhiều trận giữ sạch lưới nhất (130)